# Gliese 682 c
Gliese 682 c est une planète extrasolaire en orbite autour de la naine rouge Gliese 682. Elle est considérée comme une Super-Terre.

## Caractéristiques
Cette planète a une masse de 4,4 masses terrestres et un rayon d'environ 1,5 rayon terrestre. C'est une des quatre exoplanètes découvertes par des chercheurs de l'Université du Hertfordshire le 4 mars 2014. 

Au moment de sa découverte, la planète était la deuxième planète la plus proche connue dans la zone des planètes Boucles d'or. Elle avait également le 7e meilleur score d'indice de similarité avec la Terre, mais est maintenant[Quand ?] 45e avec un score de 0,59 IST.
Elle tourne autour de Gliese 682 à 0,176 UA, avec une orbite presque circulaire parcourue en 57,3 jours.

## Comparaison avec la Terre
|       | Nom          | ESI  | SPH  | HZD   | HZC   | HZA   | pClass                | hClass         | Distance (al) | statut         | Année de découverte |
| ----- | ------------ | ---- | ---- | ----- | ----- | ----- | --------------------- | -------------- | ------------- | -------------- | ------------------- |
| N / A | Terre        | 1,00 | 0,72 | −0,50 | −0,31 | −0,52 | Terrienne chaude      | Mésoplanète    | 0             | non exoplanète | préhistorique       |
| 45    | Gliese 682 c | 0,59 | 0,00 | 0,22  | −0,14 | 1,19  | Superterrienne chaude | Psychroplanète | 16,3          | non confirmée  | 2014                |

## Source
- (en) Cet article est partiellement ou en totalité issu de l’article de Wikipédia en anglais intitulé « Gliese 682 c » (voir la liste des auteurs).